# Faro

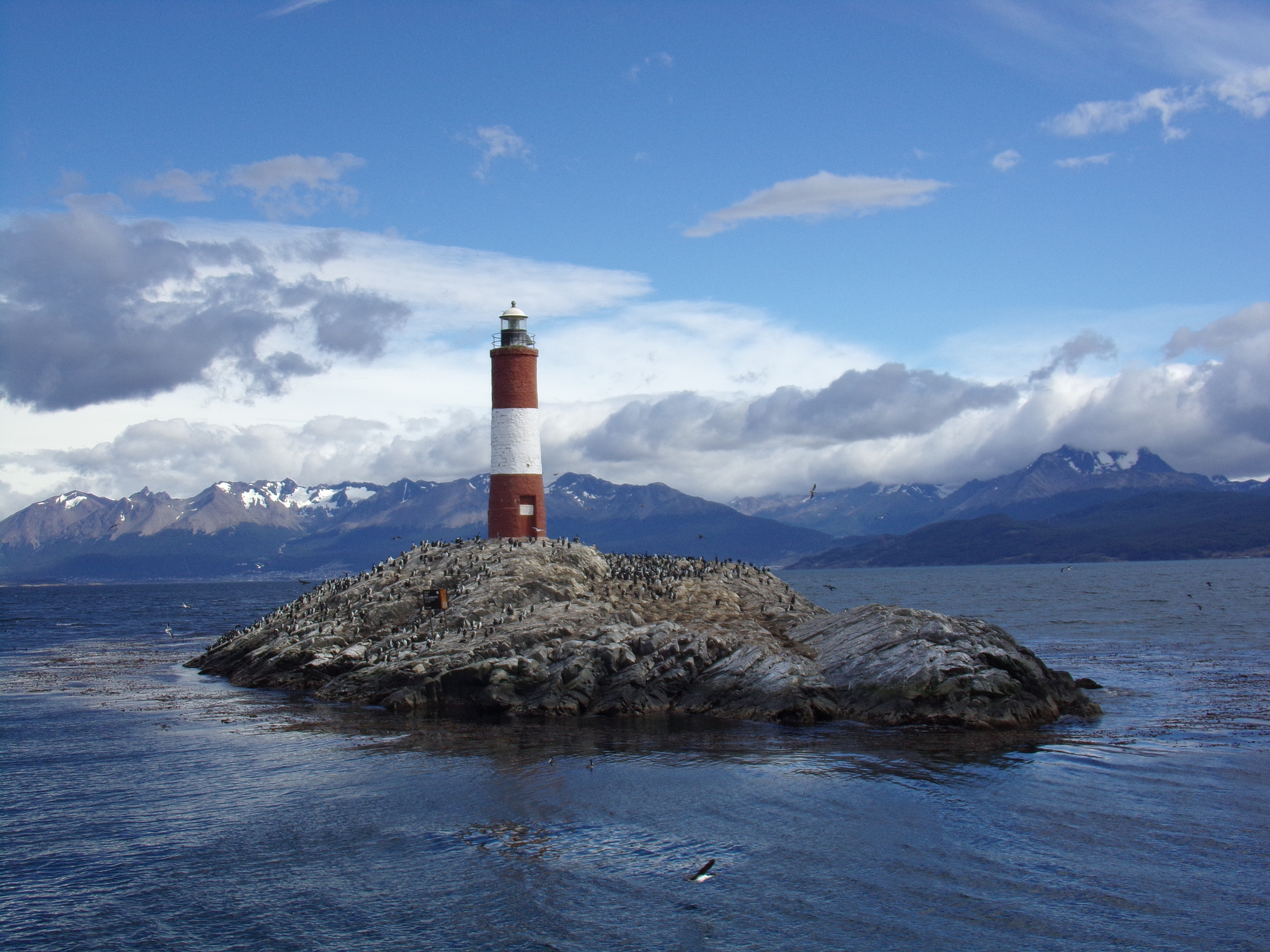
Faro Les Éclaireurs en Ushuaia, Argentina.

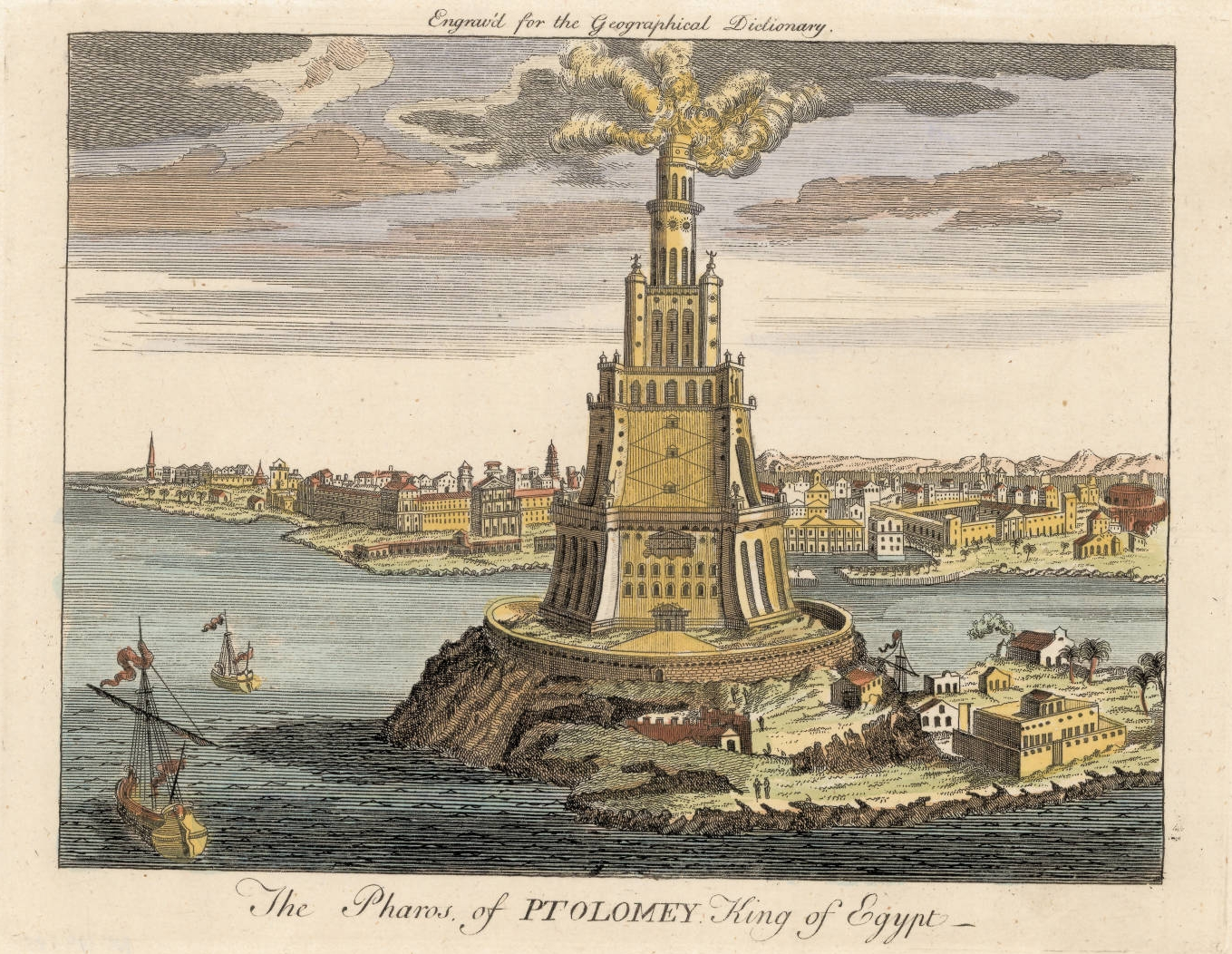
La torre de señales de la isla de Faro en Alejandría, una de las Siete maravillas del mundo antiguo, en un grabado de finales del, presentado como “faro de Tolomeo, rey de Egipto”, en el Diccionario Geográfico.

Un faro es una torre de señalización luminosa situada en el litoral marítimo o tierra firme, como referencia y aviso costero o aéreo para navegantes, siguiendo un código descriptivo que sirve para identificarlo denominado luz característica. Están coronados por una o dos lámparas potentes. El término español proviene del griego antiguo (pharos), haciendo referencia a la torre de señales de la isla de Faro, en Egipto.

## Identificación de los faros

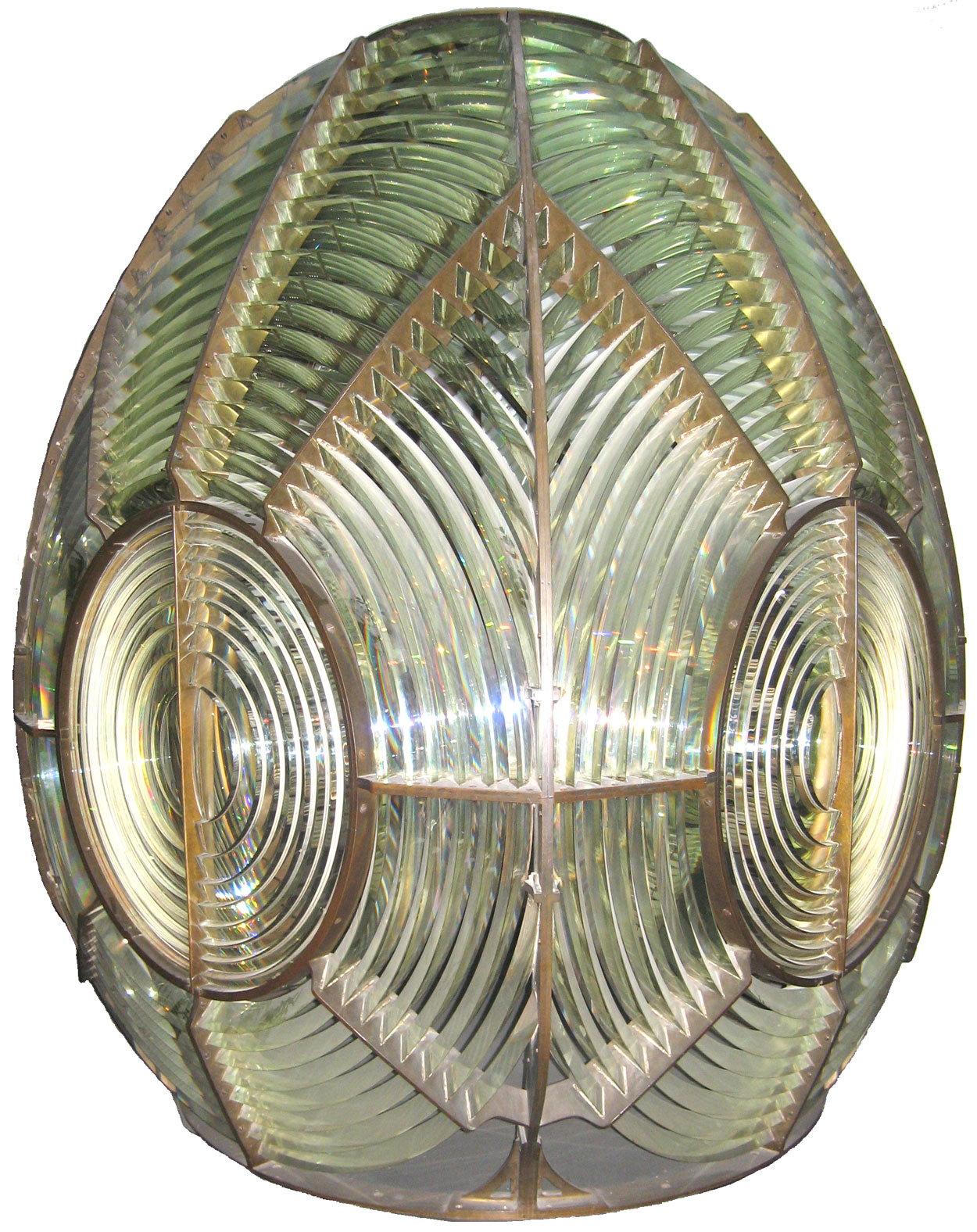
Lentes de Fresnel de un faro, Museo de la Marina, París.

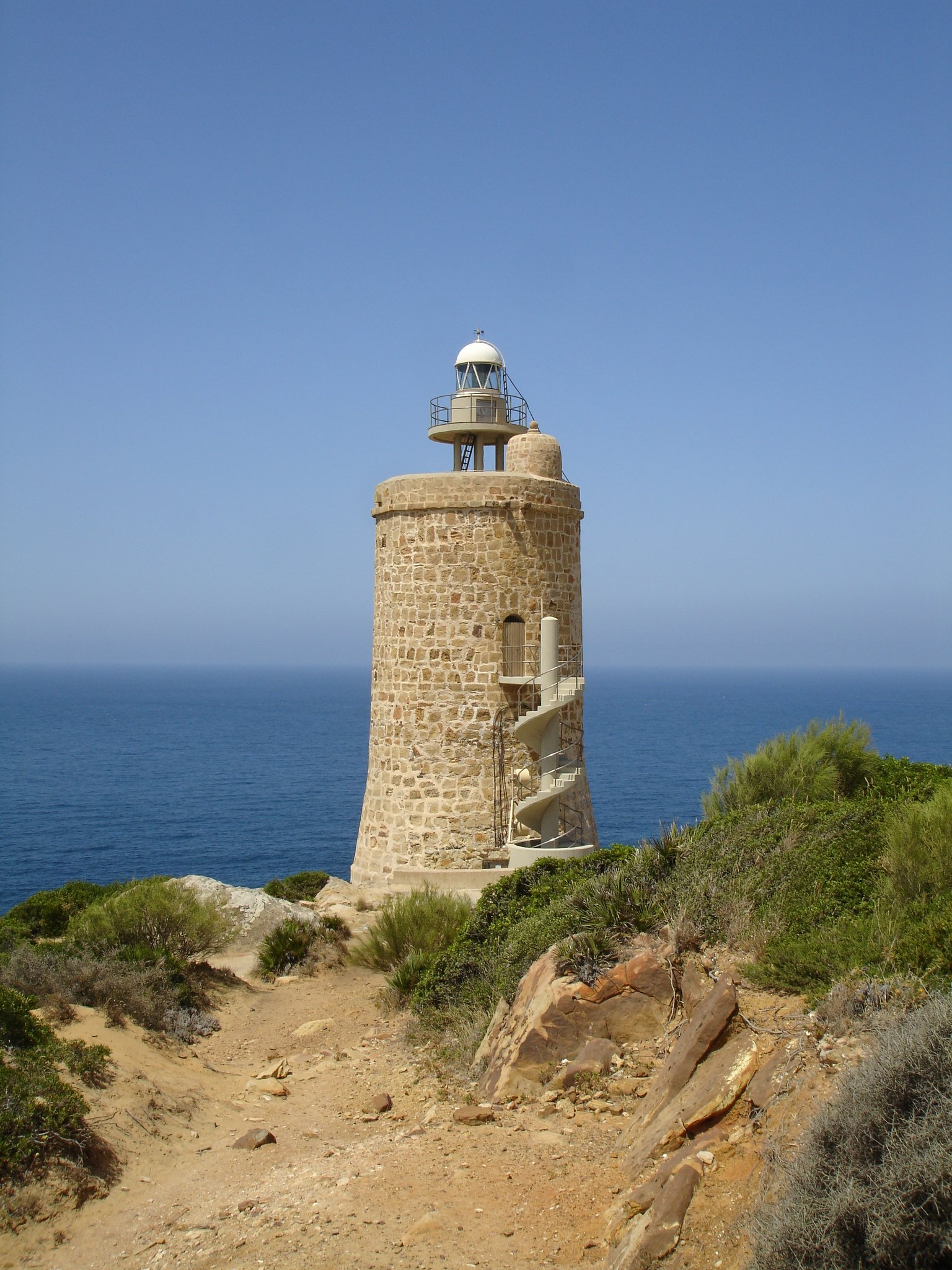
El faro de Camarinal, probablemente del, tras su rehabilitación en 1989.

En los marítimos la lámpara dispone de lentes de Fresnel cuyo número, ancho, color y separación varía según cada faro. Cuando en la oscuridad el faro se encuentra en funcionamiento, la lámpara emite haces de luz a través de las lentes, que giran en 360 grados.
En los aéreos hay dos lámparas de diferente color, una gira (aumentando de brillo) y la otra solo destella cuando la que gira pasa por el norte.
Desde el mar, los barcos no solo ven la luz del faro, que les advierte de la proximidad de la costa, sino que también lo identifican por los intervalos y los colores de los haces de luz, de forma que pueden reconocer frente a qué punto de la costa se encuentran. Algunos faros también están equipados con sirenas, para emitir sonidos en días de niebla densa, cuando el haz luminoso no es efectivo.
Los modernos sistemas de navegación por satélite, como el GPS, han quitado importancia a los faros, aunque estos siguen siendo de utilidad para la navegación nocturna, ya que permiten verificar el posicionamiento de la nave en la carta de navegación.

## Historia de los faros

### Antigüedad, Edad Media y Edad Moderna
La historia del faro como elemento de seguridad marítima ha estado siempre ligada a la navegación humana desde la Antigüedad, para señalar donde se encontraba la tierra. En la entrada de los puertos construidos por los romanos solía haber altas torres que servían de faro a imitación del célebre de Alejandría erigido por Ptolomeo II y el cual, recordando las piras de apoteosis, estaba formado por pirámides truncadas puestas en disminución una sobre otras.
Es muy probable que los faros existieran antes de las épocas romanas y griegas, y que los fenicios y los cartaginenses encendían hogueras en lo alto de las torres de vigía que levantaban en puntos destacados de las costas. De los faros construidos por los romanos quedan pocos vestigios, si bien algunos todavía conservan su aspecto original, como el faro poligonal del Castillo de Dover, en Inglaterra. La torre de Hércules de La Coruña, si bien fue reformada y revestida en el siglo XVIII, ha conservado la forma cuadrada de su torre original.

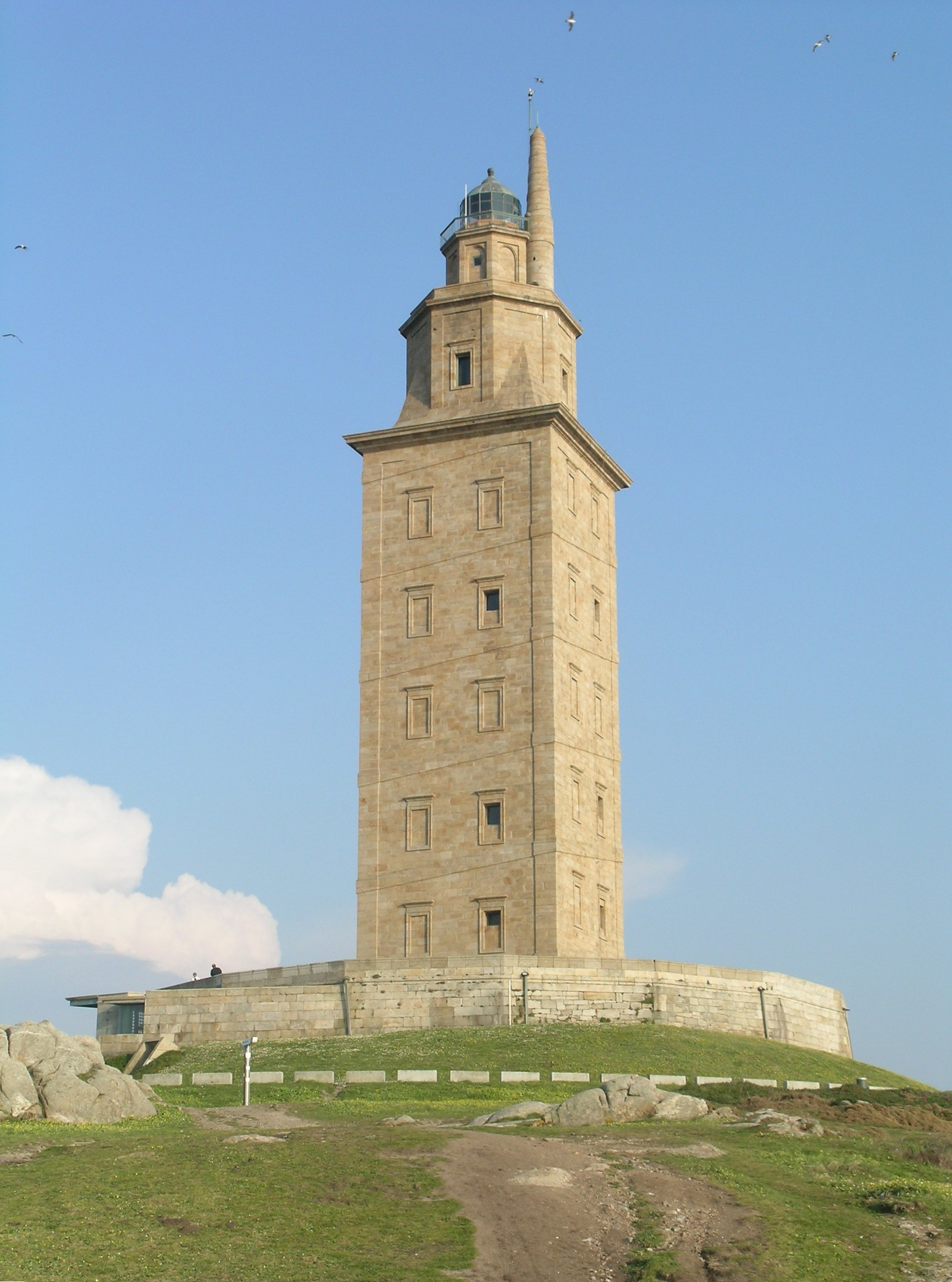
La torre de Hércules de la Coruña, (España).

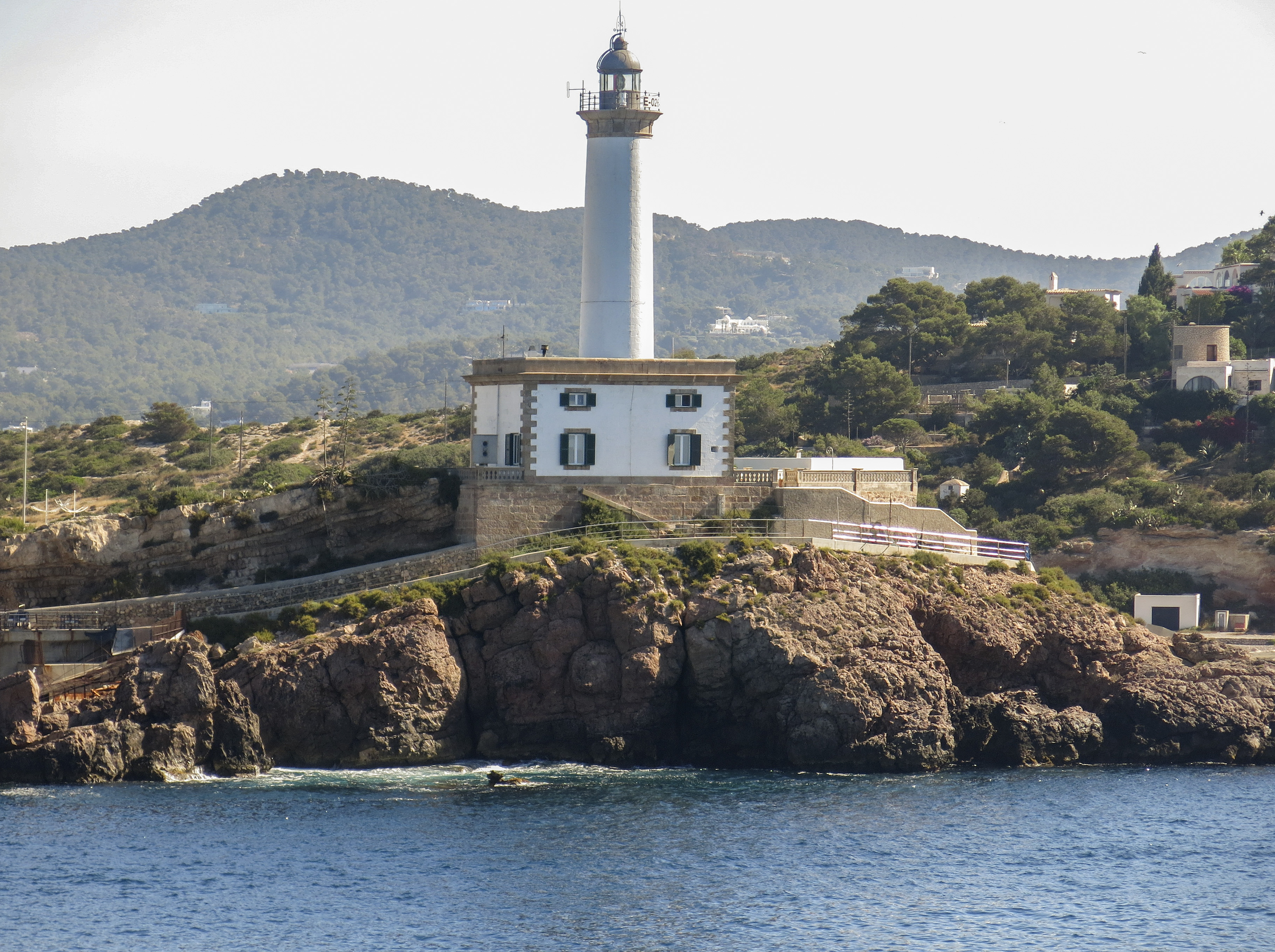
Faro del puerto de Ibiza.

Durante la Edad Media y la Edad Moderna, los faros no fueron objeto de ningún perfeccionamiento salvo en su decorado que a veces fue notable. En el siglo XVII los faros no eran todavía más que torreones con una plataforma superior en la que se encendían hogueras de madera de carbón, alquitrán o brea que ardían en tederos. Ya algunos faros disponían en lo alto de su torre de una linterna en la que se colocaban hermosas lámparas de aceite o sistemas con mechas introducidas en sebo, siendo ambos sistemas muy extendidos en España.
Las costas de la antigua al-Ándalus aún conservan torreones de vigía medievales y renacentistas a lo largo de sus costas. El Plan de Señales Marítimas de 1985/1989 empezó a recuperar por primera vez este patrimonio histórico, adaptando algunas atalayas a las exigencias de los faros modernos y rehabilitando su estructura original; como el torreón troncocónico del faro de Camarinal en Zahara de los Atunes o la torre cuadrada del faro de Roche, en Conil de la Frontera, ambos en (Cádiz). Entre los faros más antiguos de España, cabe señalar también el faro de Portopí, en la entrada del antiguo puerto de Palma de Mallorca. Se tiene constancia documental de su existencia desde el siglo XIV, y en documentos del siglo XV su torre es descrita como una torre de planta circular y provista de una linterna.
Fuera de España, los faros de la Edad Moderna que han llegado hasta nuestros días muestran arquitecturas de las más dispares, acorde con el contexto histórico de cada país. El faro de Cordouan (Francia), en su versión original de principios de siglo XVII, era un edificio compuesto de varias plantas superpuestas y profusamente decoradas, cuya sección disminuía según se subía. Disponía de una linterna de mampostería, vivienda para los fareros, una amplia capilla a la que la luz llegaba a través de vidrieras, y una escalera interna. El faro de Kõpu, un faro construido a principios del siglo XVI en la costa báltica de Estonia, fue concebido como una austera fortaleza compuesta de una torre cuboide maciza flanqueada por gruesos contrafuertes; no tenía habitaciones interiores y se accedía a la plataforma superior por una escalera exterior de madera.

### DelsigloXVIIIalsigloXX

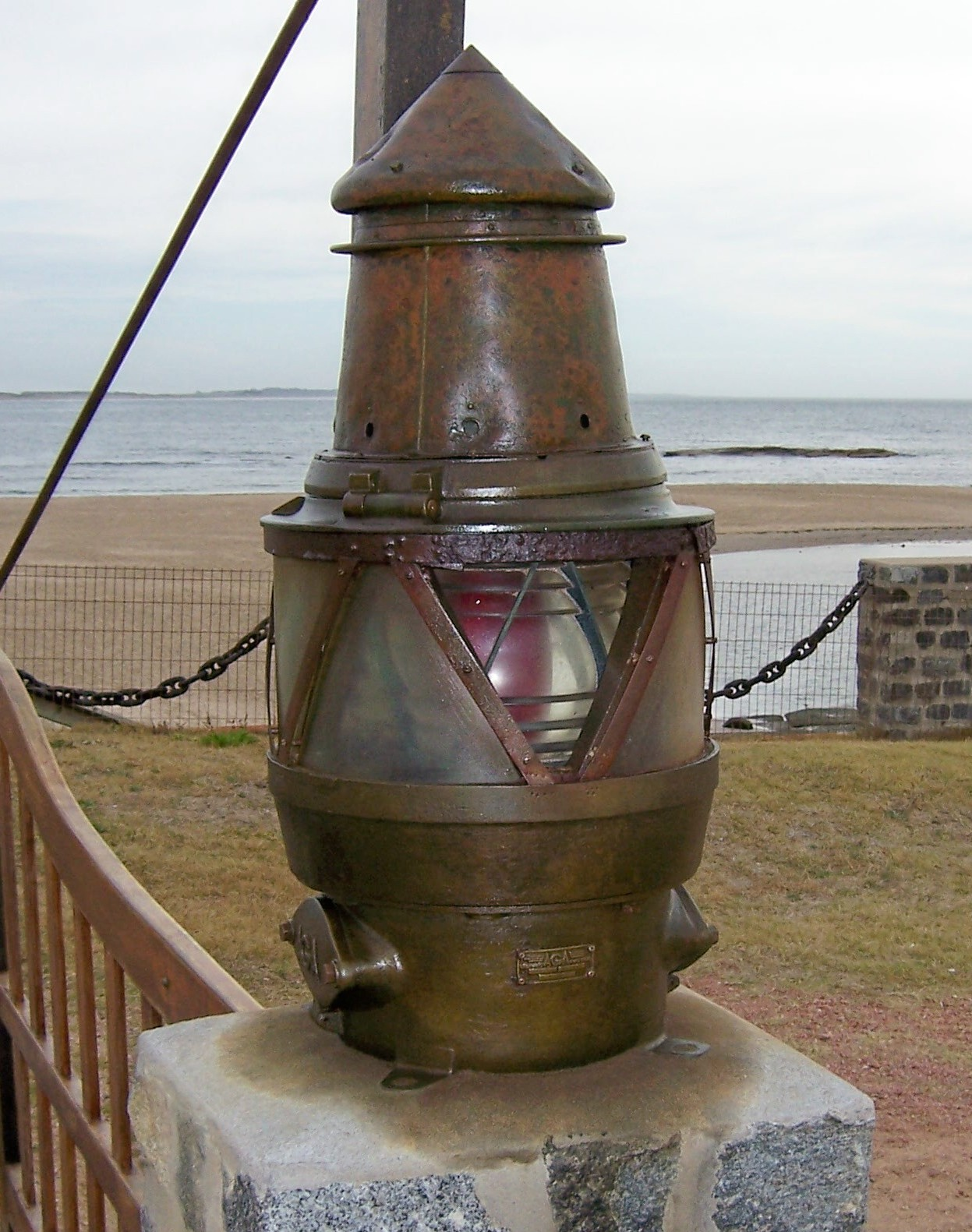
Antigua lámpara del faro de José Ignacio, Uruguay.

A principios del siglo XVIII aparecieron las primeras linternas metálicas, que aguantaban mejor el calor de las llamas, pero hubo que esperar hasta finales de siglo para que los faros conocieran avances tecnológicos significativos. En 1786 el ingeniero francés Joseph Teulère reemplazó tan imperfectos medios por lámparas compuestas por un quinqué (inventado en 1784 por el suizo Ami Argand) rodeado de reflectores parabólicos de metal bruñido, e ideó el primer sistema de rotación mecánico. Habían nacido los primeros aparatos catóptricos, y las primeras luces giratorias. El primer verdadero aparato de destellos y eclipses fue instalado en Suecia, en el faro de Marstrand. En el dispositivo de Teulère los espejos miraban hacia el centro del círculo donde estaba la lámpara; en el de Marstrand se dirigían hacia fuera. Pero se perdía mucha luz porque la superficie del metal absorbía parte de los rayos y se deterioraba por la acción de la sal marina.

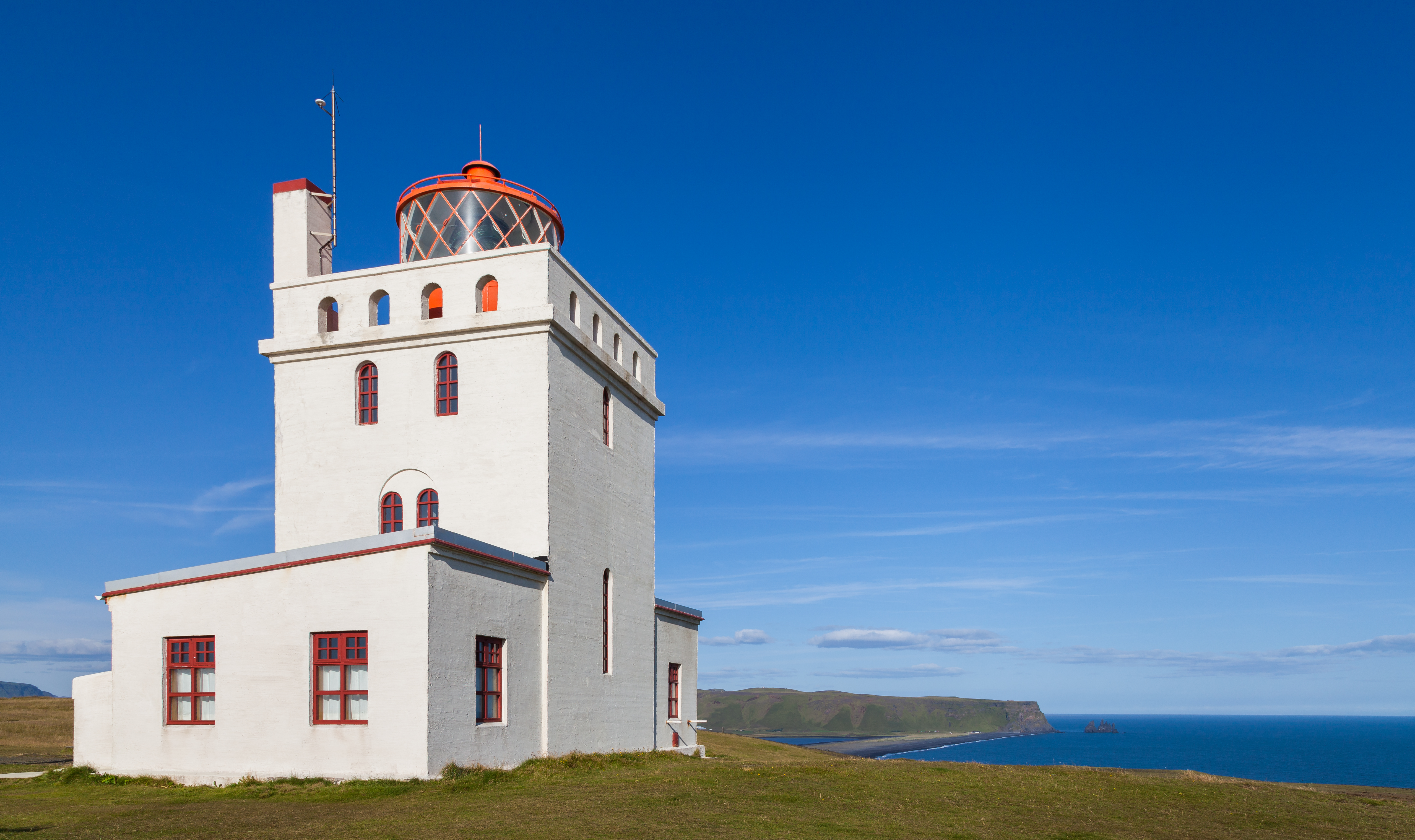
Faro de Dyrhólaey, Suðurland, Islandia.

En el siglo XIX, la iluminación de los faros dio un paso inmenso con la invención por parte de Augustin Fresnel de las lentes escalonadas, compuestas por una lente central rodeada por una serie de anillos prismáticos concéntricos de poco espesor, que concentran e intensifican el haz de luz. Este sistema aprovechaba las propiedades de refracción de la luz, y producía una luz mucho más potente que la obtenida hasta entonces con espejos (reflectores). Fresnel y François Arago, perfeccionaron su sistema lumínico para la oficina estatal encargada de los faros y las balizas de Francia, y la lente de Fresnel fue instalada por primera vez en 1823 en el faro de Cordouan.
La fuente de alimentación también evolucionó con el tiempo, y entre el siglo XVII y el siglo XIX varios combustibles fueron utilizados sucesivamente: del carbón se pasó a aceites de pescado, aceites minerales y aceites vegetales (colza y oliva), mejorando el tipo de mechas que eran cada vez más densas. En España, el combustible mayoritariamente utilizado desde al menos la Edad Media era el aceite de oliva, hasta que en el último cuarto del siglo XIX se abandonaron los aceites vegetales en beneficio de los aceites minerales, como la parafina, llamada parafina de Escocia.
Entre 1824 y 1826, Augustin Fresnel empezó a experimentar unos tipos de alumbrado para faros que utilizaban gases procedentes de la destilación de distintos productos aceitosos. El siglo XIX verá implantarse el uso de gases producidos por la distilación del alquitrán y de residuos de petróleo, el llamado gas Pintsch, pero sobre todo su versión mejorada, el gas Blau, que empezará a ser utilizado a partir de 1890. En la misma época, el suizo Carl Auer inventó unos capillos incandescentes incombustibles que se colocaban sobre la llama para intensificar su luz. Desde los últimos años del siglo XIX, la electricidad empezó a suministrar luz a algunos faros gracias a lámparas de arco eléctrico, pero este sistema no fue desarrollado porque se prefirió el uso del vapor de petróleo que se extendió al iniciarse el siglo XX.

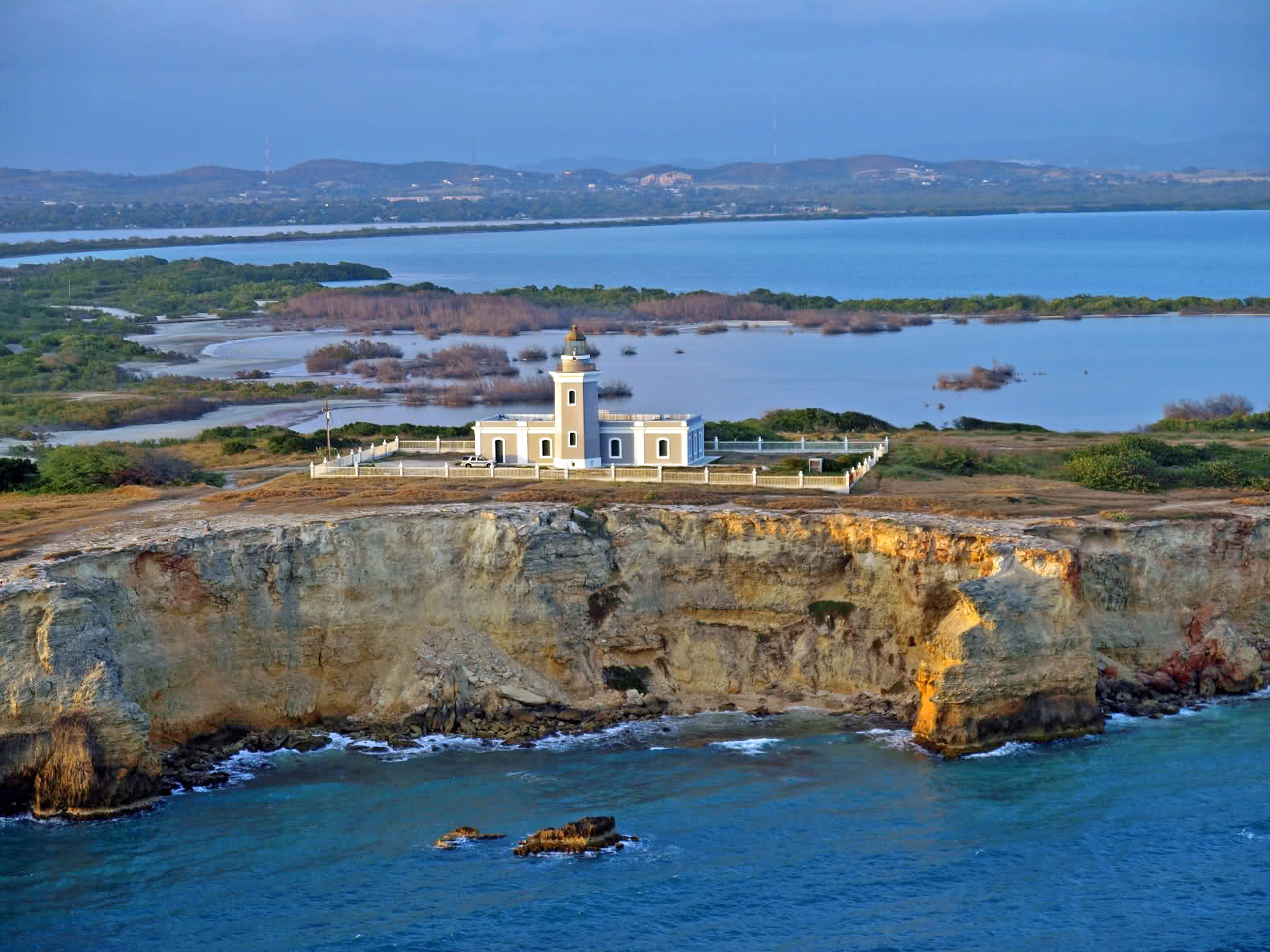
Faro de Los Morrillos, Cabo Rojo, Puerto Rico.

En el transcurso del siglo XIX, se establecieron por primera vez en Europa planes nacionales destinados a impulsar la construcción de faros a lo largo de los litorales, y se crearon normativas para armonizar el sistema de señalización marítima. En España, el primer plan es el Plan General de Alumbrado Marítimo de las Costas y Puertos de España e Islas Adyacentes, que data de 1847. Fue mejorado con el plan general de 1902, gracias a la experiencia adquirida tras casi 50 años de funcionamiento. Se clasificaron los faros adoptando el modelo imperando en Francia, según el cual existían seis órdenes de faros en función de la distancia focal y el diámetro interior de las ópticas. La intensidad luminosa se calculaba en carceles que equivalían a 9,74 candelas.
Se normalizaron las linternas que eran de dos tipos: el inglés, con una cúpula cónica de laterales inclinados y colocada sobre un zócalo cilíndrico, y el francés, cuya cúpula era cilíndrica con laterales verticales y colocada sobre una base de mampostería. En España se adoptó el sistema francés para los primeros faros edificados tras el plan general de 1847.
En los años 1920, el sueco Gustaf Dalen ideó una lámpara de gas acetileno que producía destellos automáticos y podía ser giratoria gracias a la presión del gas. Este invento abrió paso a los primeros faros no vigilados, y pudo ser instalado en boyas y balizas de poca intensidad. Con el siglo XX aparecerán también el butano y el propano, hasta que el suministro eléctrico se generalizó a partir de mediados de siglo. Desde los primeros cableados eléctricos, se ha pasado paulatinamente a generadores o grupos electrógenos, o a menudo a placas solares si la luz no requiere mucha potencia.
El primer faro español electrificado fue el Faro de cabo Villano, en la Costa de la Muerte, en la provincia de La Coruña. La energía eléctrica se obtenía gracias a dos grandes dínamos accionados por máquinas de vapor.
Hasta finales del siglo XX, los faros tenían guardafaros, también llamados fareros, que acostumbraban a vivir en el mismo faro, y que debían ocuparse del mantenimiento y de la limpieza del faro, sobre todo de las instalaciones lumínicas. Actualmente, los faros que siguen en uso son operados en su mayoría de forma automática, y vigilados a distancia.
Los faros aéreos suelen estar generalmente en aeropuertos militares ej :Torrejón de Ardoz